# Paul Halla

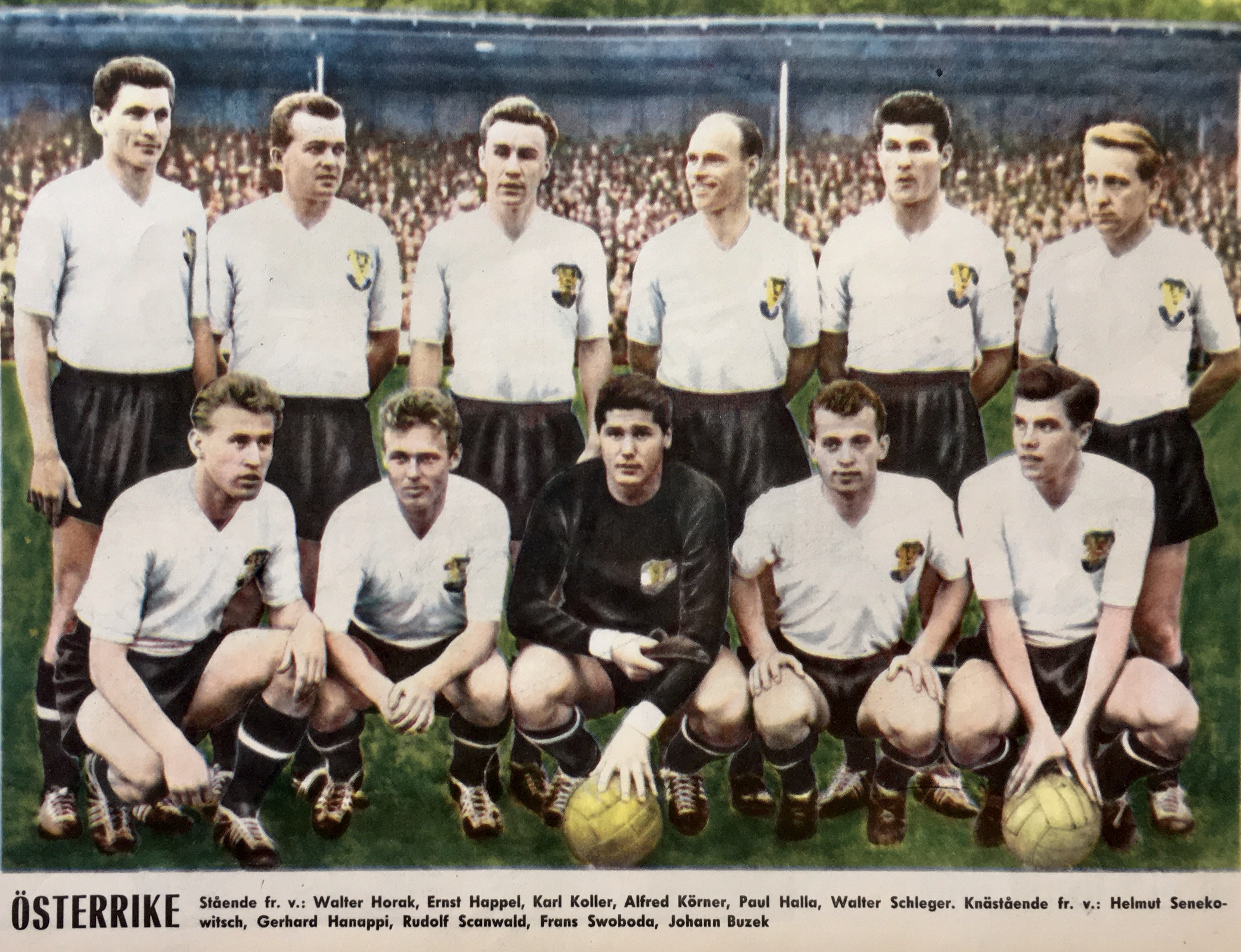
Österreichische Nationalmannschaft aus dem Jahre 1958 – Bild zeigt 2. Reihe stehend v. l.: Walter Horak, Ernst Happel, Karl Koller, Alfred Körner, Paul Halla, Walter Schleger; 1. Reihe hockend v. l.: Helmut Senekowitsch, Gerhard Hanappi, Rudolf Szanwald, Franz Swoboda und Johann Buzek

Paul Halla (* 10. April 1931 in Graz; † 6. Dezember 2005 in Wien), genannt „Schlepperl“, war ein österreichischer Fußballspieler.

## Karriere
Halla begann seine fußballerische Karriere beim SK Sturm Graz und beim Arbeiter Athletiksport-Club (AAC), spielte ab 1948 beim Grazer AK als rechter Mittelfeldspieler. Mit den Grazern marschierte er von der Landesliga bis in die Staatsliga A. Halla wechselte 1953 vom GAK zum österreichischen Rekordmeister Rapid Wien. Für die Hütteldorfer absolvierte er bis 1965 insgesamt 346 Pflichtspiele, wurde fünfmal österreichischer Meister und einmal österreichischer Pokalsieger.
Am 23. November 1952 feierte er im Spiel gegen Portugal (1:1) sein Debüt in der österreichischen Nationalmannschaft, für die er 34 Länderspiele bestritt und zwei Tore schoss. Paul Halla belegte mit der Nationalmannschaft bei der Fußball-Weltmeisterschaft 1954 in der Schweiz sensationell den dritten Rang und nahm auch an der Fußball-Weltmeisterschaft 1958 in Schweden teil. Halla war bis 1976 als aktiver Fußballspieler tätig.
Paul Halla verstarb am 6. Dezember 2005 an den Folgen einer Magenoperation und wurde am 16. Dezember 2005 am Wiener Zentralfriedhof beigesetzt.

## Erfolge
- 5 × Österreichischer Meister: 1954, 1956, 1957, 1960, 1964 (Rapid)
- 1 × Österreichischer Pokalsieger: 1961 (Rapid)
- 2 Teilnahmen an Fußball-Weltmeisterschaften: 1954, 1958